# Struisbaai
Struisbaai è una cittadina sudafricana situata nella municipalità distrettuale di Overberg nella provincia del Capo Occidentale.

## Geografia fisica
Il centro abitato, affacciato sull'oceano Indiano, si trova a pochi chilometri a nord-est di Capo Agulhas, il punto più a sud dell'Africa.